# John I. Mitchell
John I. Mitchell (Tioga Township, 1838. július 28. – Wellsboro, 1907. augusztus 20.) az Amerikai Egyesült Államok szenátora (Pennsylvania, 1881–1887).